# Pou de la Corba
El Pou de la Corba és una obra de Ripoll (Ripollès) protegida com a Bé Cultural d'Interès Local.

## Descripció
El pou de planta circular i d'un diàmetre interior de 2 m, té unes parets amb una amplada de 40 cm. No està cobert i està obert per una cara, presenta dues lleixes que serveixen per posar les galledes. Al seu interior no hi ha aigua i s'ha convertit en un abocador de tota mena de brossa. El pou està construït amb pedres unides amb morter de calç.